# Harazim
Harazim ist ein seltener mitteleuropäischer Familienname, der auf den tschechischen Vornamen Erazim zurückgeht, welcher sich von Erasmus ableitet. Der Name entwickelte sich in der heutigen Tschechischen Republik und lässt sich eindeutig auf einen konkreten Hof in Südböhmen zurückführen, der historisch als Erasime Hof belegt ist.

## Ursprung und Bedeutung
Der Ursprung des Namens Harazim liegt im 16. Jahrhundert im heutigen Südböhmen, genauer in der Gemeinde Zlatá Koruna (Ortsteil Rájov). Dort wurde ein Hof im Jahr 1569 als "Erasime Hof" erwähnt. Dieser Hof gehörte im Zeitraum der Jahre 1559 bis 1569 Erazim Severa, dessen Nachkommen den Hof nach seinem Tod im Jahr 1569 weiterführten. Im Laufe der Zeit wandelte sich der Name des Hofs in Harazim. Der Enkel von Erazim Severa, Pavel Severa, übernimmt den Hof im Jahr 1620 und wird fortan unter dem Familiennamen Harazim geführt. Er ist somit einer der ersten dokumentierten Trägern mit dem Familiennamen Harazim.
Der Name Harazim ist somit kein Patronym, sondern ein ortsbezogenes Toponym, das auf den Erasime-Hof zurückgeht und vermutlich als Kontraktion aus Hof und Erazim entstand. Der Hof ist in historischen Militärkarten sowie Katasterunterlagen dokumentiert. Heute existiert an dieser Stelle noch ein Kulturdenkmal und eine Bushaltestelle mit dem Namen Harazim.

## Verbreitung
Eine frühe Trägerschaft des Namens Harazim ist in genealogischen Datenbanken im 17. Jahrhundert in Südböhmen dokumentiert. Später verlagerte sich die Namensverbreitung von Südböhmen deutlich nach Nordosten – insbesondere in die Region um Opava und Kravaře in Schlesien. Die Migrationsursachen sind noch nicht abschließend geklärt, könnten jedoch im Zusammenhang mit Kriegs- oder Wirtschaftszügen nach dem Dreißigjährigen Krieg stehen.
Aktuell (Stand 8/2025)  tragen weltweit ca. 1308 Personen diesen Nachnamen. Der Nachname Harazim kommt dabei am häufigsten in Polen vor. Die größte Dichte an Namensträgern mit dem Namen Harazim findet sich derzeit in der Tschechischen Republik. Dort zeigt sich die größte Dichte an Namensträgern mit dem Familiennamen Harazim in der mährisch-schlesischen Region. In Deutschland leben derzeit 254 Namensträger mit der größten Dichte in Nordrhein-Westfalen.

## Weitere Theorie zur Herkunft des Namens
Es existiert auch die Theorie, dass der Familienname Harazim in Schlesien als patronymischer Rufname auf Basis des tschechischen Vornamens Erazim entstanden sei. Diese Theorie gilt jedoch als weniger wahrscheinlich, da der Name bereits im 17. Jahrhundert vor allem in der Region Südböhmen, in welcher sich der "Erasime-Hof" (später: Harazim) befindet, konzentriert verbreitet war (siehe Verbreitung). Eine Entstehung als patronymischer Rufname hätte dagegen zu einer deutlich weniger lokal konzentrierten Verbreitung geführt. Es gibt außerdem keine bekannten historischen Belege dafür, dass der Name Harazim tatsächlich als Rufname in Schlesien verwendet wurde. Die frühe Häufung des Namens in Südböhmen spricht daher für die Entstehung des Familiennamens Harazim als toponymischer Hofname, abgeleitet aus dem Vornamen des damaligen Besitzers Erazim Severa, der anschließend von Hofangehörigen und deren Nachkommen übernommen wurde.